# 南峰
30°16′12″N 122°12′52″E / 30.27000°N 122.21444°E
南峰是浙江省舟山群岛的岱山岛东部的一个社区，属于舟山市岱山县高亭镇。面积约6平方公里，人口约5000。岱山县新政府大楼位于本社区东南的新填海区。1992年以前为南峰乡，并辖里南峰、外南峰、黄官泥岙、小深水和板井潭5个村。1992年5月南峰乡建制撤消，并入高亭镇，并将外南峰村和里南峰村合并为南峰村，小深水村并入黄官泥岙村。2005年，舟山市对村进行社区化改造，鼓励各村组建社区。6月，南峰地区3个村经过合议，决定在保留3村建制的情况下，联合组建南峰社区，成为舟山市的一个渔农村新型社区。社区管理委员会位于黄官泥岙村的外八亩，即使用黄官泥岙村村民委员会的办公地点。

## 地理
该社区位于岱山岛东部，西依磨心山（岱山岛主峰），东濒岱山水道和竹屿港，南与东海村以张家山嘴为界，北邻岱东镇。总面积约6平方公里，其中耕地950亩，山林2250亩，盐田1210亩。林地位于社区西部的磨心山麓，内有野生獐和雷竹基地。盐田位于社区北部，属双峰盐场的南半部，其北半部则属于岱东镇。南部新填海区，则为岱山县新建的行政中心的组成部分。东部港区是深水岸区，建港条件较优。
社区主要道路为南峰路和县道高宫线（高亭至泥峙宫门）。高宫线（南峰段）由南往北穿过本社区的小深水、外陈家、洪家门（以上属黄官泥岙村）、黄沙潭、陆家岙、板井潭（以上属板井潭村）等居民点。这些居民点多为相对独立的小型农业聚落。此段公路有公交车运营，通往县城高亭和东沙角、沙洋等岛内主要居民点。
南峰路西起高宫线上南峰车站，东至外南峰。沿线原为外八亩、陆家山嘴、里南峰、外南峰4个居民点。因兴建原南峰小学、南峰卫生院等公共机构和农民自建房屋而连为一体，习惯上统称为南峰，集中了社区约八成的人口。社区居民按照渔民和农民，居住地分野较明显。东侧近海的外南峰和里南峰除1户外均为渔民，西侧远海的外八亩主要为农民和盐民，位于两者之间的陆家山嘴以农民为主兼有渔民（农民持黄官泥岙村户籍，渔民持南峰村户籍，土地为黄官泥岙村所有）。就地理位置而言而言，外八亩是全社区的地理中心，目前的南峰社区管理委员会便设于外八亩。但就人口分布而言，里南峰则是人口中心和最大的居民点，所以除社区管委会外的其他主要商业和公共服务机构多位于里南峰，包括南峰村村民委员会、农村信用合作社、南峰菜场、南峰社区卫生服务中心及私人诊所、超市等。
小深水居民点位于新县城竹屿新区规划区内，因道路拓宽及绿化建设项目已经在2006年进行拆迁，主要居民已经搬迁至新建的渔父乐园居住小区。位于小深水西南的栲岙历史上也属于南峰地区，并且其居民皆为永兴庙界下弟子。但在约50年代划界时，划入了东海村（该村奉高显庙菩萨），2006年和小深水一起拆迁。

## 人口和文化

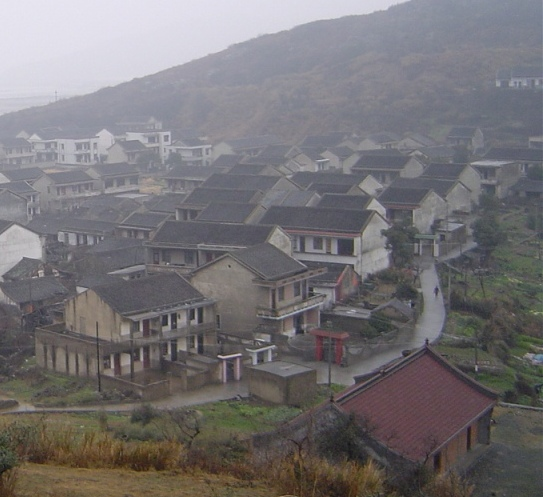
外南峰一角，图上房屋为80年代修建的格局，右下角红屋顶房屋为2005年再建中的天后宫。

南峰社区总人口为4946人（约2005年），其中南峰村占约6成。本地居民的祖籍多来自宁波市，包括宁波东门、东钱湖一带等地，语言和文化基本与宁波一致，但具有更多的海洋特色。居民主要信奉中国传统宗教和佛教。在传统宗教方面，南峰村和黄官泥岙村居民合奉永兴庙（位于洪家门自然村），板井潭村（除邬家岙外）奉湖中庙，邬家岙自然村的居民则奉海曙庙。此三座庙宇均为岱山岛上十八大庙之一，另在外南峰沙滩有一座天后宫，供奉东南沿海渔民的保护神天后娘娘。同时也有一些基督徒零星分布。
由于多年来出生率低迷和年轻人持续外出就学就业，社区本地人口已经连续多年负增长，不过县行政中心东移至本社区，有望减缓或遏制社区居民到高亭置业导致人口流失的趋势。另一方面，来自安徽省、河南省等地的劳动人口迁入日增，且多为年轻男性劳动力，在渔船上充任水手，弥补本区青壮劳动力不足之困。
长期人口外流也使社区公共服务部门萎缩，继1992年乡政府撤消后，原南峰乡卫生院、南峰小学和南峰中学也相继关闭。后再开南峰社区卫生服务中心，又有私家诊所4家，以满足社区医疗之需。至于学生就学，目前则需分别至县城的高亭小学和高亭中学完成义务教育。

## 经济
南峰社区产业结构较多元化，渔、农、工、盐四业并举。
渔业捕捞是最大的传统产业，社区有渔船上百艘。南峰经济合作社是岱山县四大渔业经济合作社之一，另外3个为东海、山外和大岙。社区内有南峰渔港，为国家三级渔港。
主要的工业企业包括岱山县染料化工厂、岱山县南方实业有限公司(岱山县中舟南峰高速船制造有限公司)、上海石油天然气有限公司石油储运分公司（即东海平湖油气田岱山原油中转站）和南峰水厂等。创建于1982年的岱山县染料化工厂（原岱山县染化厂）位于洪家门居民点，是中国最早生产红色基KD、红色基KL的企业之一。岱山县南方实业有限公司为本地土生土长的企业，前身是1977年兴建的村办南峰船厂。另有玩具厂（生产电动圣诞老人），拖鞋厂（产品出口日本）、渔产品加工厂等个私企业30余家。
占社区约半面积的双峰盐场为浙江省重点保留盐场之一，社区内亦有不少盐业人口。
黄官泥岙村和板井潭村传统上为农业村。至今仍有不少种植业人口，主要种植有稻米、番薯、蔬菜、杨梅等。

## 历史事件
- 1951年11月1日，村民赵金贵船和高亭渔民虞和登渔船在佘山洋作业时遭遇来自大陈岛的国军，搏斗中，渔民毙国军2名，生擒1名，缴获冲锋枪3支，驳壳枪1支，子弹900发。
- 1956年11月，林如良老大被评为省渔业生产劳动模范。次年春其首创吕泗渔场抛碇作业。
- 1958年6月，南峰渔业大队妇女依次集资建造“勤俭”号机帆船投产，7名妇女随船队下海捕鱼，为舟山群岛首创。已婚妇女上渔船至今在渔村视为禁忌，凡有新船下海需举行祭祀请神（太平菩萨）仪式时，也是由船老大率领一帮男性渔民执祭，女眷不登船帮忙。
- 1963年岱山县开展渔区学南峰渔业大队活动。
- 1967年夏，南峰渔业大队钟信安船在浪岗山列岛北首一网捕获大黄鱼110吨。
- 1971年7月27日，舟山地区革命委员会作出《关于开展学习南峰渔业大队的决定》。
- 1973年8月，南峰渔业大队党总支书记赵财法（其曾于1953年参加祖国人民慰问团，赴朝鲜慰问中国人民志愿军）出席中共第十次全国代表大会。
- 1977年8月，南峰渔业大队董阿尺出席中共第十一次全国代表大会。
- 1977年，南峰渔业大队置铁壳渔轮2艘投入生产，开创岱山渔轮生产历史，此前渔轮为木壳。
- 1982年9月，南峰渔业大队董阿尺出席中共第十二次全国代表大会。
- 1985年11月22日，南峰海上民兵排抢救遇难渔船3艘，渔民18人。次年5月20日，浙江省人民政府、省军区予以嘉奖，并记集体一等功。
- 1989年年末，南峰乡黄官泥岙村率先实行盐田有偿转让和实施劳动力优化组合承包方式。次年春，在全县推广。
- 1990年，南峰渔港被农业部列为沿海重要渔港。
- 1992年，南峰渔业经济联合社成立。1993年改称为南峰经济合作社，并试行渔业股份合作制。
- 1994年7月28日，南峰村浙岱渔12142号船，与山外村浙岱渔11594号船于洋面作业时因网具挂破发生纠纷，造成南峰村1名船员死亡。29日，南峰村48艘渔船涌集高亭客运码头，致客运航班停航1天，受阻旅客1万余人。30日，南峰村200余名村民聚集县政府和县汽车站，并上街游行要求依法处理。
- 1995年9月，东海平湖油气田岱山原油中转站选址高亭镇南峰求龙山嘴。1997年1月奠基。1998年10月17日竣工。全部工程包括建造4040米岛上输油管线、5万立方米储油灌、2万吨级原油外输码头和2条油轮专用航道。[5]
- 2005年6月，南峰社区管理委员会成立。
- 2006年，小深水自然村因县城竹屿新区道路扩建和绿化工程建设而整体拆迁。